# 横带眶棘鲈
横带眶棘鲈（学名：Scolopsis inermis）为眶棘鲈科眶棘鲈属的鱼类。分布于阿拉伯海、印度尼西亚至日本以及中国南海、台湾海峡等海域。